# Tony Tchani
Tony Tchani (Bafang, 13 april 1989) is een Kameroens voetballer die bij voorkeur als middenvelder speelt. Hij verruilde in 2011 Toronto FC voor Columbus Crew.

## Clubcarrière
Tchani werd door New York Red Bulls als tweede gekozen in de MLS SuperDraft 2010. Op 27 maart 2010 maakte hij tegen Chicago Fire zijn debuut voor de Red Bulls. Op 20 mei 2010 maakte hij tegen Columbus Crew zijn eerste professionele doelpunt. Tchani beëindigde zijn eerste seizoen met zevenentwintig competitiewedstrijden, één doelpunt en drie assists. Op 1 april 2011 werd hij samen met ploeggenoot Danleigh Borman naar Toronto FC gestuurd inruil voor Dwayne De Rosario. Een dag later maakte hij zijn debuut voor Toronto in een 1-1 gelijkspel tegen Chivas USA. Op 23 april 2011 maakte Tchani tegen Columbus Crew zijn eerste doelpunt voor Toronto. Tchani vierde zijn doelpunt door over de reclameboorden te springen en het te vieren met de fans. Dit werd vervolgens bestraft met een tweede gele kaart waardoor hij direct het veld moest verlaten.
Op 15 juli 2011 werd Tchani naar Columbus Crew gestuurd inruil voor Andy Iro en Léandre Griffit. Door een knieblessure maakte hij pas op 27 oktober 2011 zijn debuut voor The Crew in een wedstrijd tegen Colorado Rapids.